# Bala Chanlu
Bala Chanlu (perski: بالاخانلو) – wieś w Iranie, w ostanie Kazwin. W 2006 roku liczyła 32 mieszkańców w 7 rodzinach.